# Edison Kinetoscopic Record of a Sneeze
Edison Kinetoscopic Record of a Sneeze (tytuł alternatywny: Fred Ott’s Sneeze) – kilkusekundowy amerykański film z 1894 roku przedstawiający kichającego Freda Otta pracownika laboratorium Thomasa Edisona.